# 迷える羊
『迷える羊』（まよえるひつじ）は、米津玄師の5thアルバム『STRAY SHEEP』11曲目に収録された楽曲。

## 本楽曲の概要
大塚製薬のカロリーメイトCM「カロリーメイトリキッド 変わらないもの編」のタイアップ曲として制作された。
新型コロナウイルスによる影響で、米津玄師が開催していたツアー「HYPE」が中止になり、日本国内で外出がままならなくなったころに作り始めたと語っている。
「SFっぽい曲にしたい」「『2001年宇宙の旅』みたいに最後にスターチャイルドを誕生させて終わらせよう」などと、共同編曲者である坂東祐大と話し合いながら制作が進められた本楽曲。
インタビューで彼は「新型コロナウイルスによる国内外の混乱の中、自分にできることはポップソングを作ることであるという結論にたどり着いた。遠い未来に思いを馳せて、そこで健やかに生きている人たちが「あの頃はこんなことがあった」と思い返している、そういう情景を想像しながら制作した」と述べている。
本楽曲のミュージックビデオは公開されていないが、アルバム『STRAY SHEEP』リリースと同時にストリーミング配信が解禁された。